# Marone
Marone is een gemeente in de Italiaanse provincie Brescia (regio Lombardije) en telt 3154 inwoners (31-12-2004). De oppervlakte bedraagt 23,0 km², de bevolkingsdichtheid is 139 inwoners per km².
De volgende frazioni maken deel uit van de gemeente: Ariolo, Collepiano, Monte Marone, Ponzano, Pregasso, Vesto, Vello.

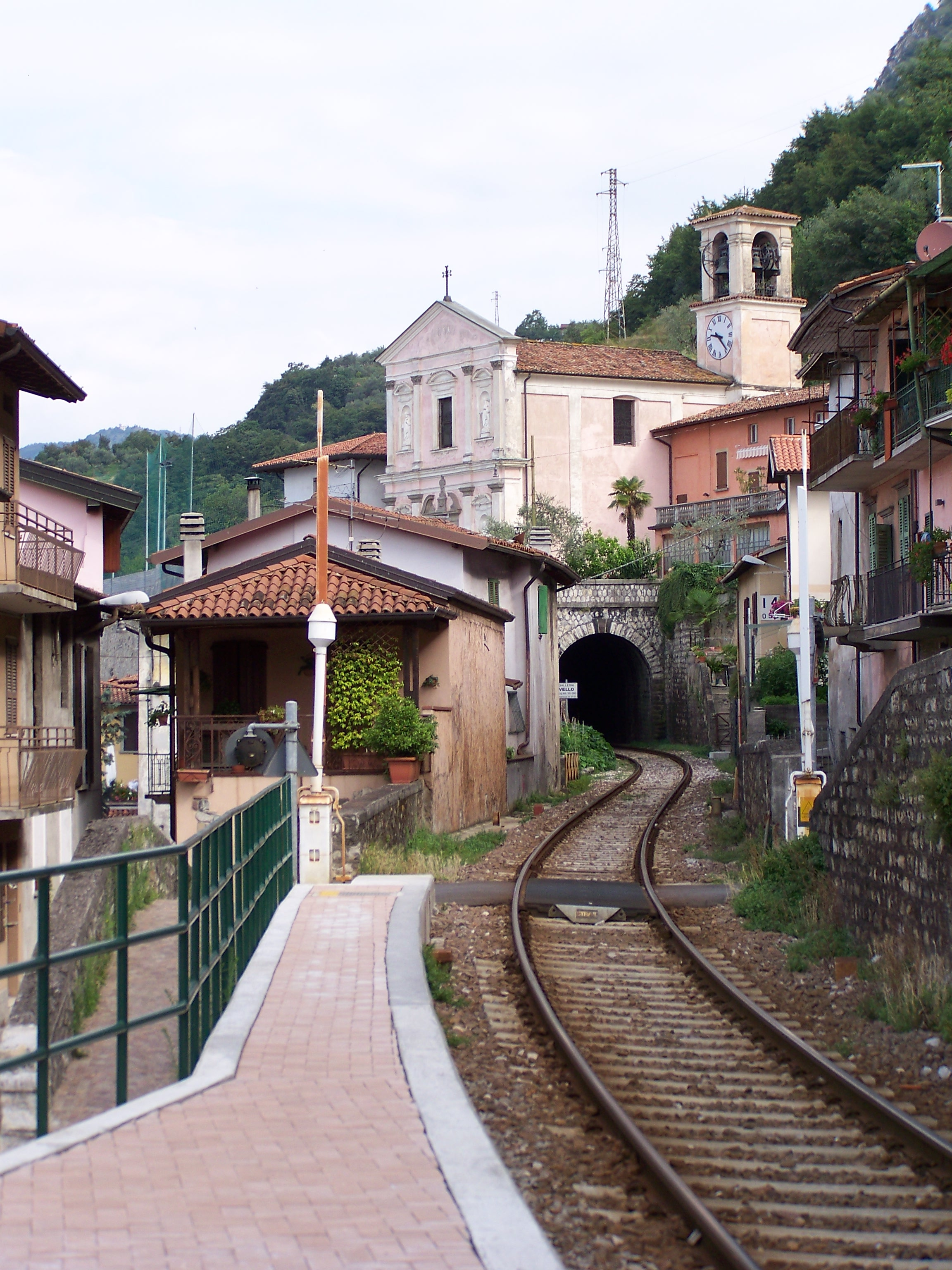
Sation met zicht op de Sant' Eufemiakerk
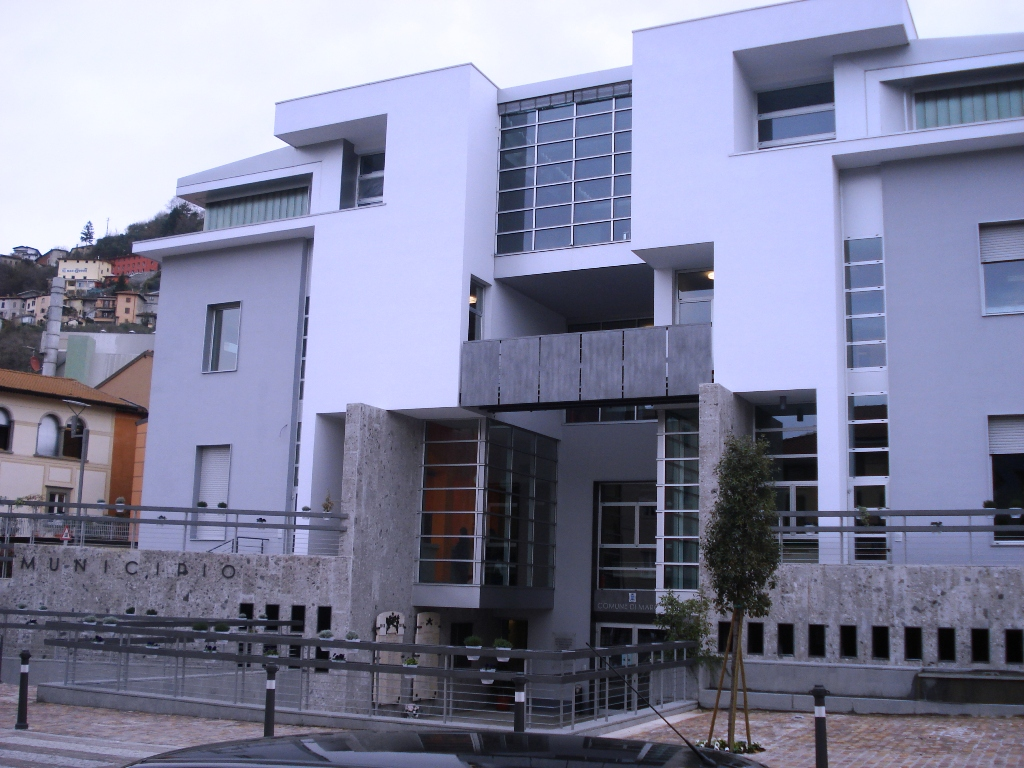
Gemeentehuis

## Demografie
Marone telt ongeveer 1234 huishoudens. Het aantal inwoners daalde in de periode 1991-2001 met 0,3% volgens cijfers uit de tienjaarlijkse volkstellingen van ISTAT.
| Jaar | Inwoneraantal |
| ---- | ------------- |
| 1991 | 3065          |
| 2001 | 3057          |